# Jabón Misore de sándalo
Mysore Sandal Soap (traducido como jabón Misore de sándalo) es una marca de jabón fabricada por Karnataka Soaps and Detergents Limited (KSDL), una empresa propiedad del gobierno de Karnataka, en la India. Este jabón se ha fabricado desde 1916, cuando Krishna Raja Wadiyar IV, el rey de Mysore, abrió la fábrica de jabón del gobierno en Bangalore. La principal motivación para montar la fábrica fue que las reservas de sándalo que poseía el Reino de Mysore no se podían exportar a Europa a causa de la Primera Guerra Mundial. En 1980, KSDL se incorporó como empresa mediante la fusión de Government Soap Factory con las fábricas de aceite de sándalo en Shimoga y Mysore. El jabón de sándalo Mysore es el único jabón en el mundo elaborado con aceite de sándalo puro. KSDL posee una etiqueta de indicación geográfica patentada en el jabón, que le otorga derechos de propiedad intelectual para usar la marca, garantizar la calidad y evitar la piratería y el uso no autorizado por parte de otros fabricantes. En 2006, el jugador de críquet indio Mahendra Singh Dhoni fue elegido como el primer embajador de la marca Mysore Sandal Soap.

## Historia

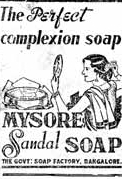
Un anuncio de Mysore Sandal Soap en la revista inglesa Justice publicado en Madras Presidency (30 de agosto de 1937)

A principios del siglo XX, el Reino de Mysore era uno de los mayores productores mundiales de madera de sándalo. También fue uno de los principales exportadores de madera, la mayor parte de la cual se exportó a Europa. Durante la Primera Guerra Mundial, sobraron grandes cantidades de sándalo que no se pudieron exportar. Para hacer un buen uso de ellas, Nalvadi Krishnaraja Wodeyar, el rey de Mysore, montó la fábrica de jabón en Bangalore. Esta fábrica, que se inauguró en 1916, comenzó a fabricar jabones bajo la marca Mysore Sandal Soap utilizando aceite de sándalo como ingrediente principal. El mismo año se instaló en Mysore una fábrica para destilar aceite de sándalo de la madera. En 1944, se estableció otra fábrica de aceite de sándalo en Shimoga . Después de la unificación de Karnataka, estas fábricas quedaron bajo la jurisdicción del gobierno de Karnataka. En 1980, el Gobierno decidió fusionar estas fábricas e incorporarlas a una empresa denominada Karnataka Soaps and Detergents Limited. Sharabha, una criatura mitológica con cuerpo de león y cabeza de elefante, fue elegida como logotipo de la empresa porque representa las virtudes combinadas de sabiduría, coraje y fuerza y simboliza la filosofía de la empresa. Desde entonces, la empresa se ha diversificado y fabrica varillas de incienso, polvos de talco y detergentes, además de jabones.

## Negocio
En marzo de 2006, Mysore Sandal Soap produjo 6 500 toneladas de jabón de las 450 000 producidas y comercializadas anualmente en la India. La fábrica de jabón de KSDL en Bangalore que fabrica el jabón de sándalo Mysore es una de las más grandes de su tipo en la India y tiene capacidad para producir 26 000 toneladas de jabón al año. KSDL tuvo ventas de 1.150 millones de rupias (alrededor de 28,75 millones de dólares estadounidenses) en 2004-2005, y Mysore Sandal Soap tuvo una venta mensual promedio de alrededor de Rs. 75 millones ($1.87 millones). Tradicionalmente, el jabón no se ha comercializado de manera destacada y solo durante 2006, MS Dhoni, el jugador de cricket indio, fue seleccionado como el primer embajador de la marca Mysore Sandal Soap. Otras estrategias de marketing que se emplean para comercializar este jabón incluyen un esquema en el que los distribuidores que cumplan con las ventas objetivo podrían participar en un sorteo en el que podrían ganar monedas de plata u oro. Alrededor del 85% de las ventas de este jabón provienen de los estados del sur de la India de Karnataka, Andhra Pradesh y Tamil Nadu. La mayoría de los consumidores de este jabón tienen más de 40 años y aún tiene que ganar más aceptación entre los jóvenes de la India. Además del jabón Mysore Sandal regular, KSDL también ha introducido el jabón para bebés Mysore Sandal para apuntar a esta parte del mercado. Sin embargo, KSDL se enfrenta a problemas como la escasez de sándalo, lo que ha provocado que la empresa utilice solo el 25 % de su capacidad de fabricación provocando una reducción de la producción. La razón principal de esto es el agotamiento de las reservas de sándalo en Karnataka.
Para superar esto, KSDL comenzó a adquirir sándalo mediante licitación en el mercado abierto y también está considerando importar la madera de otros países. La ausencia de un programa sostenible de regeneración de sándalo ha cobrado un alto precio en las reservas de sándalo en Karnataka. Esta es una gran ironía en un estado que una vez estableció fábricas para agotar sus reservas excesivas y lleva dos etiquetas de indicación geográfica en la manga debido a su asociación histórica con la madera preciosa.
La compañía celebró su centenario el 10 de mayo de 2016. Planeó una celebración para conmemorar el año e incluyó planes de presentar un jabón Mysore Sandal Centennial Soap para conmemorar la ocasión. Karnataka Soaps tuvo un evento el 10 de mayo de 2016 para conmemorar el centenario.
Los fabricantes de Mysore Sandal Soap lanzaron el 4 de noviembre de 2017 una nueva canasta de jabones con la marca Mysoap en variantes de Rose Milk Cream, Jasmine Milk Cream, Orange Lime, Cologne Lavender y Fruity Floral. Cada variedad está empaquetada exclusivamente y representa a una mujer india étnica con un aspecto tradicional. El jabón pesa 100 g.